# Skelivka, Starîi Sambir
Skelivka (în ucraineană Скелівка) este localitatea de reședință a comunei Skelivka din raionul Starîi Sambir, regiunea Liov, Ucraina.

## Demografie
Componența lingvistică a localității Skelivka
     Ucraineană (99,25%)
     Alte limbi (0,47%)
Conform recensământului din 2001, majoritatea populației localității Skelivka era vorbitoare de ucraineană (99,25%), existând în minoritate și vorbitori de alte limbi.